# 埃尔林·延森
埃尔林·延森（挪威語：Erling Jensen，1891年7月3日—1973年9月20日），挪威男子竞技体操运动员。他曾代表挪威获得1912年夏季奥运会体操比赛男子团体瑞典式铜牌。他于1973年在希恩去世。